# Ulysses, Kansas
Ulysses är en stad (city) i Grant County, i delstaten Kansas, USA. Enligt United States Census Bureau har staden en folkmängd på 6 267 invånare (2011) och en landarea på 8,2 km². Ulysses är huvudort i Grant County.